# Floriade 2012
La Floriade 2012 è stata organizzata dalla città di Venlo, nei Paesi Bassi.

## Sito
Il parco dedicato all'esposizione è di circa 66 ettari e suddiviso in 5 mondi:
- Relax and heal (Rilassati e guarisci)
- Green engine (Il motore verde)
- Education and Innovation (Educazione e innovazione)
- Environment (Ambiente)
- World Show Stage (Il palco dello spettacolo del Mondo)

Il sito è attraversato dalla più lunga funivia dei Paesi Bassi, alta 30 metri e lunga 1.1 km. La struttura verrà riutilizzata a fine esposizione nella stazione sciistica austriaca di Silvretta Montafon.

## Partecipanti

### Partecipazione italiana
La partecipazione italiana alla Expo 2012 di Venlo è stata autorizzata con la pubblicazione nella Gazzetta Ufficiale n. 182 del 6 agosto 2010 decreto-legge 5 agosto 2010, n. 125.
(Decreto-legge 5 agosto 2010, n. 125, pubblicato nella Gazzetta Ufficiale n. 182 del 6 agosto 2010)
| Paesi |
| Africa |
| --- |
| - Etiopia - Kenya - Senegal - Tunisia                                                                                     |
| Americhe |
| - Bolivia |
| Asia |
| - Afghanistan - Bangladesh - Cina - India - Indonesia - Nepal - Pakistan - Sri Lanka - Thailandia - Yemen - Corea del Sud |
| Europa |
| - Austria - Germania - Ungheria - Italia - Slovenia - Spagna - Turchia - Paesi Bassi                                      |
| Oceania |
| Regioni |
| - Limburgo - Brabante Settentrionale - Zelanda                                                                            |